# قبطان

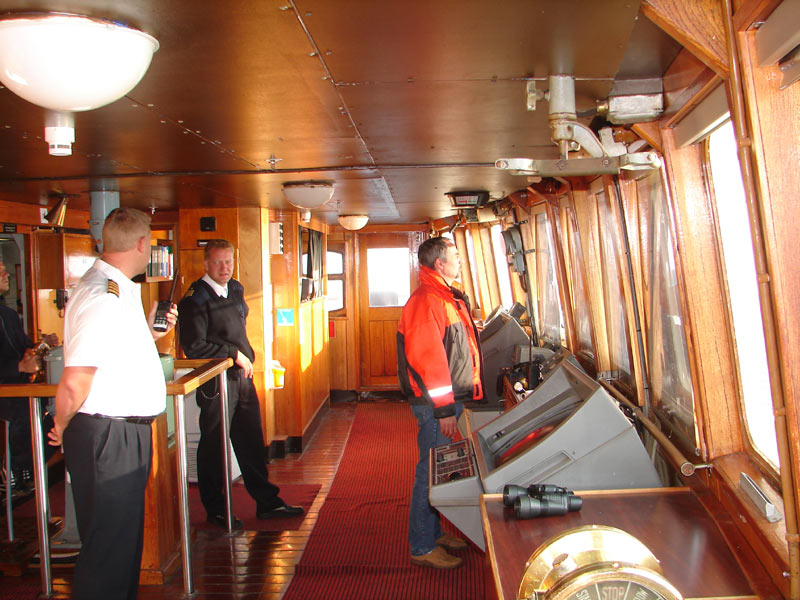
ربان السفينة (قبطان) وهو قائد المركب البحري

القُبْطَانُ (الجمع: قَبَاطِنَةٌ وقَبَاطِينُ) أو الرُّبَّانُ (الجمع: رَبَابِنَةٌ ورَبَابِينُ) أو الرايس (الريس)، هو أعلى رتبة في الطاقم البحري، فهو القائد للسفينة ويرأس بقية أفراد الطاقم البحري.
وهو ممثل السلطة العامة أثناء الرحلة البحرية بنص القانون بالإضافة لتمثيله لمجهز السفينة، ومجهز السفينة هو الذي يعين الربان وهو الذي يعزله، ويرتبط الربان معه بعقد عمل بحري تنظمه أحكام قوانين عقود العمل البحرية.

## الواجبات والوظائف
يضمن القبطان أن السفينة تمتثل للقوانين المحلية والدولية وتتوافق أيضًا مع سياسات الشركة ودولة العلم. القبطان مسؤول في النهاية بموجب القانون عن جوانب العملية مثل الملاحة الآمنة للسفينة، نظافتها وصلاحيتها للإبحار، التعامل الآمن مع جميع البضائع، إدارة جميع الأفراد، جرد أموال السفينة ومخازنها، والحفاظ على شهادات ووثائق السفينة.
تتمثل إحدى واجبات القبطان المهمة بشكل خاص في ضمان الامتثال لخطة أمن السفينة، على النحو المطلوب في مدونة الكود الدولي لأمن السفن والمرافق المرفئية للمنظمة البحرية الدولية. تحدد الخطة المصممة لتلبية احتياجات كل سفينة على حدة الواجبات بما في ذلك إجراء عمليات البحث والتفتيش، والحفاظ على الأماكن المحظورة، والاستجابة لتهديدات الإرهابيين والخاطفين والقراصنة والمسافرين خلسة، كما تغطي موضوعات الخطة الأمنية مثل اللاجئين وطالبي اللجوء والمهربين والمخربين.

## اللباس

شارة الكابتن التي تتميز بـ"حليقة تنفيذية".

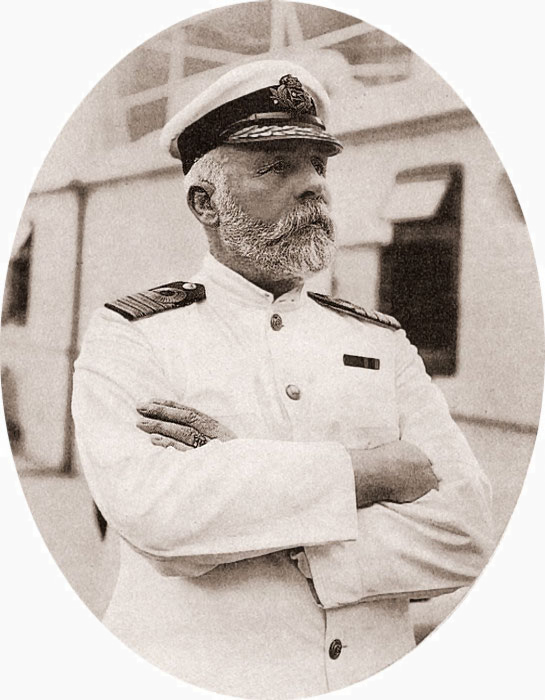
قبطان سفينة آر إم إس"تيتانيك"، إي جي سميث.

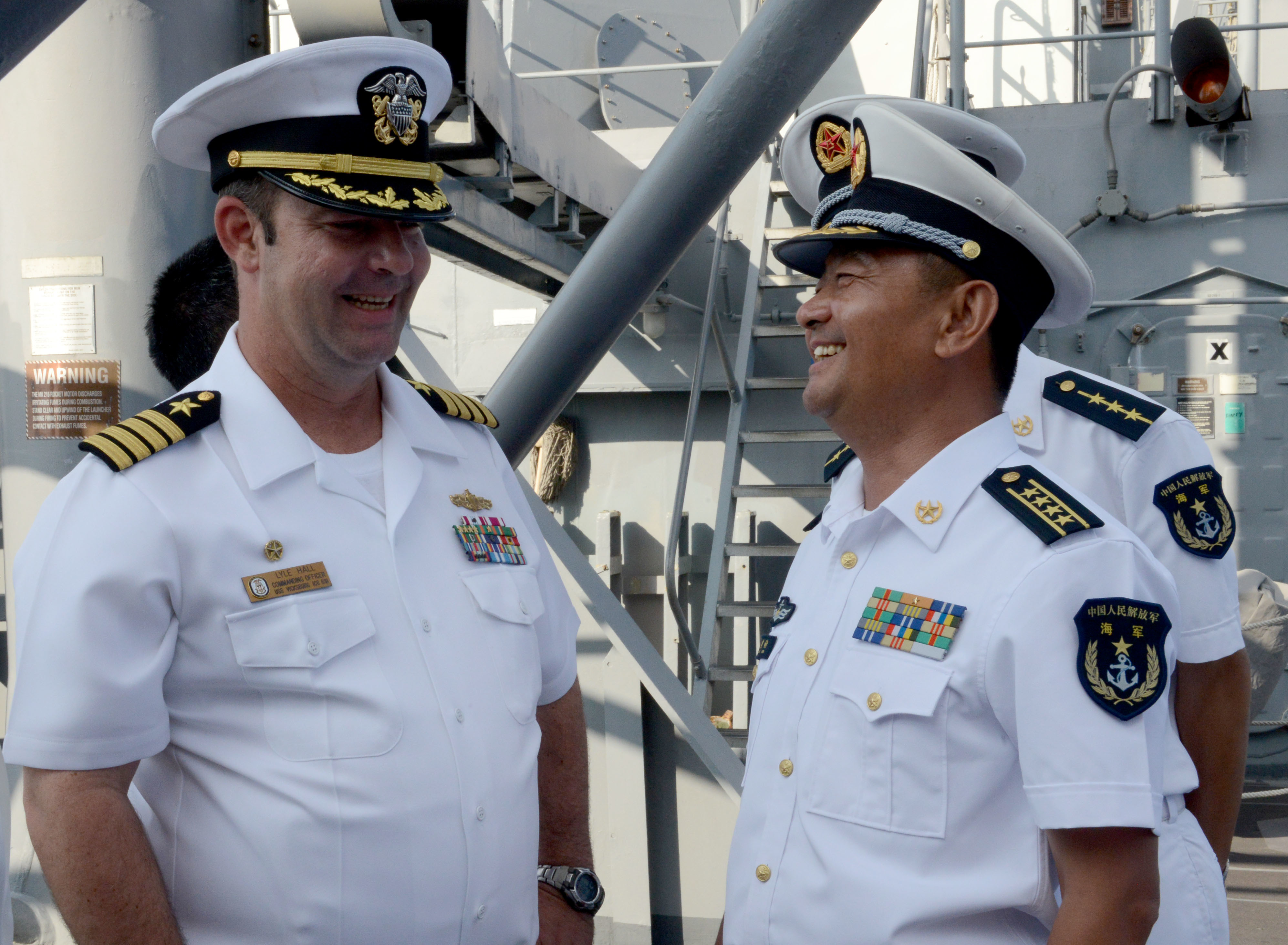
قباطنة من مختلف القوات البحرية.